# Comuna Izvoare, Florești
Comuna Izvoare este o comună din raionul Florești, Republica Moldova. Este formată din satele Izvoare (sat-reședință), Bezeni și Scăieni.

## Geografie
Distanța directă până la centrul raionul Florești este de 20 km, iar până în capitala Chișinău 124 km.

## Demografie
Conform datelor recensământului din 2014, comuna are o populație de 1.593 de locuitori, dintre care 46.6% - bărbați și 53.4% - femei. Structura etnică a populației în cadrul satului: 95.0% - moldoveni, 4.1% - români, 0.5% - ucraineni. La recensământul din 2004 erau 1.811 locuitori.
În comuna Izvoare au fost înregistrate 778 de gospodării casnice în anul 2014. 

## Administrație și politică
Componența Consiliului local Izvoare (9 consilieri), ales la 5 noiembrie 2023, este următoarea:
|  | Partid                                        | Consilieri | Componență | Componență | Componență | Componență | Componență | Componență |
|  | --------------------------------------------- | ---------- | ---------- | ---------- | ---------- | ---------- | ---------- | ---------- |
|  | Partidul Acțiune și Solidaritate              | 6          |            |            |            |            |            |            |
|  | Partidul Socialiștilor din Republica Moldova  | 2          |            |            |            |            |            |            |
|  | Partidul Dezvoltării și Consolidării Moldovei | 1          |            |            |            |            |            |            |